# El Palmillo
El Palmillo est un site archéologique mésoaméricain d'époque classique situé dans la vallée d'Oaxaca, associé à la civilisation zapotèque précolombienne qui était centrée dans la vallée et les hautes terres environnantes de l'état actuel Oaxaca, au Mexique. Situé au sommet d'une colline dans le bras est de la vallée de Tlacolula, El Palmillo est juste au sud du site précolombien de Mitla et à l'est du principal centre régional zapotèque, Monte Albán.
Des fouilles importantes sont en cours sur le site depuis 1999, sous la direction du Dr Gary Feinman et de Linda Nicholas du Field Museum of Natural History,.